# Lisa e il suo orsacchiotto
Lisa e il suo orsacchiotto (Corduroy) è una serie TV animata per bambini americani, canadesi e cinesi basata sul libro per bambini Corduroy di Don Freeman del 1968 e sul suo seguito del 1978 A Pocket for Corduroy. Originariamente è andato in onda per una sola stagione su TVOKids in Canada e Bookworm Bunch per i bambini degli Stati Uniti nel 2000, prima di essere cancellato insieme a Elliot Moose. La serie è composta da 26 episodi di 10 minuti, che sono state trasmesse in coppia in 13 episodi di 21 minuti. La storia è ambientata a New York City e segue l'orsacchiotto di velluto a coste (la cui personalità è simile a quella di un bambino in età prescolare) e la sua migliore amica Lisa, una studentessa americana di origini giamaicane. Gli altri due giocattoli (Buckaroo il cavallo a dondolo e Rosetta il topo giocattolo), le loro personalità (come l’Orsacchiotto) sono entrambi simili all'essere un bambino in età prescolare.

## Personaggi

### Personaggi principali
- Lisa (doppiato da Serena Menegon)
- Lollo (doppiato da Angela Brusa)
- Muggy (doppiata da Cristiana Rossi)

## Lista episodi
| nº | nº | Titolo originale      | Titolo italiano            | Prima TV USA      | Prima TV Italia   |
| -- | -- | --------------------- | -------------------------- | ----------------- | ----------------- |
| 1  | 1  | Lost and Found        | Perso e ritrovato          | 30 settembre 2000 | 15 settembre 2003 |
| 1  | 2  | Going Up              | Su e giù                   | 30 settembre 2000 | 15 settembre 2003 |
| 2  | 3  | Good Night Corduroy   | Buonanotte Lollo           | 7 ottobre 2000    |                   |
| 2  | 4  | Soap Flakes           | Non si dicono le bugie     | 7 ottobre 2000    |                   |
| 3  | 5  | Ice Dream             | Voglia di gelato           | 14 ottobre 2000   |                   |
| 3  | 6  | Special Delivery      | Una lettera speciale       | 14 ottobre 2000   |                   |
| 4  | 7  | Clean Up              | Puliamo il parco           | 21 ottobre 2000   |                   |
| 4  | 8  | Music Lesson          | Lezione di musica          | 21 ottobre 2000   |                   |
| 5  | 9  | Ship Ahoy             | Ehi, di bordo!             | 28 ottobre 2000   |                   |
| 5  | 10 | Help Wanted           | Aiuto-cuoco cercasi        | 28 ottobre 2000   |                   |
| 6  | 11 | Flight of Fancy       | Un aquilone molto speciale | 4 novembre 2000   |                   |
| 6  | 12 | 1 + 1 = 2             | 1 + 1 = 2                  | 4 novembre 2000   |                   |
| 7  | 13 | Cute as a Button      | Le apparenze ingannano     | 11 novembre 2000  |                   |
| 7  | 14 | Sleep Tight           | Moppy non è pronto         | 11 novembre 2000  |                   |
| 8  | 15 | Toothache             | Che mal di denti!          | 18 novembre 2000  |                   |
| 8  | 16 | Mop Top               | Devo proprio cambiare?     | 18 novembre 2000  |                   |
| 9  | 17 | Art Smart             | Artisti per un giorno      | 25 novembre 2000  |                   |
| 9  | 18 | A Hot Day in the City | Mamma mia che caldo!       | 25 novembre 2000  |                   |
| 10 | 19 | Yours, Mine and Ours  | Tuo, mio... nostro!        | 3 febbraio 2001   |                   |
| 10 | 20 | Say Cheese            | Sorridi!                   | 3 febbraio 2001   |                   |
| 11 | 21 | Once, Twice, Ice      | Non ti arrendere!          | 10 febbraio 2001  |                   |
| 11 | 22 | Sticks and Stones     | I soprannomi               | 10 febbraio 2001  |                   |
| 12 | 23 | Super Duper Market    | Attenta, Lisa!             | 17 febbraio 2001  |                   |
| 12 | 24 | Party Plans           | Festa a sorpresa           | 17 febbraio 2001  |                   |
| 13 | 25 | Finder's Keepers      | Chi trova, tiene           | 24 febbraio 2001  |                   |
| 13 | 26 | Between the Covers    | E' bellissimo leggere      | 24 febbraio 2001  |                   |